# Vipsania anticlea
Vipsania anticlea är en fjärilsart som beskrevs av Druce 1887. Vipsania anticlea ingår i släktet Vipsania och familjen snigelspinnare. Inga underarter finns listade i Catalogue of Life.